# Familia (álbum de Beth)
Família es el cuarto álbum de estudio de la cantante española Beth, el segundo en catalán después de Segueix-me el fil, sus dos primeros cantados en castellano e inglés respectivamente. 
Su lanzamiento estaba pensado inicialmente para las comunidades autónomas catalanoparlantes (Cataluña, Comunidad Valenciana, Islas Baleares) pero finalmente el disco se lanzó en toda España. En su primera semana entró en el puesto número 37 de los cien discos más vendidos en España. 
El primer sencillo elegido para promocionar este trabajo fue «Ara i Aquí», una canción a medio tiempo cuya letra trata sobre una chica enamorada. Beth aprovechó el nombre del álbum para dedicárselo a su primera hija, Lia, haciendo un juego de palabras (Fami-Lia). 
El disco tuvo bastante popularidad en Cataluña, aunque no consiguió posicionar.

## Lista de canciones
| N.º | Título               | Duración |  |
| 1.  | «Olor De Muntanyes»  | 4:22     |  |
| 2.  | «Pura ingenuïtat»    | 3:27     |  |
| 3.  | «Ara i Aquí»         | 4:19     |  |
| 4.  | «Es Crema»           | 3:34     |  |
| 5.  | «Un Relat»           | 5:28     |  |
| 6.  | «Cos a Terra»        | 4:13     |  |
| 7.  | «Família»            | 3:08     |  |
| 8.  | «A Cel Obert»        | 3:32     |  |
| 9.  | «Miralls»            | 3:07     |  |
| 10. | «Pares»              | 3:44     |  |
| 11. | «Joguines de Nen»    | 4:00     |  |
| 12. | «Ratllant el Marbre» | 5:05     |  |